# Abbott (automobilka)

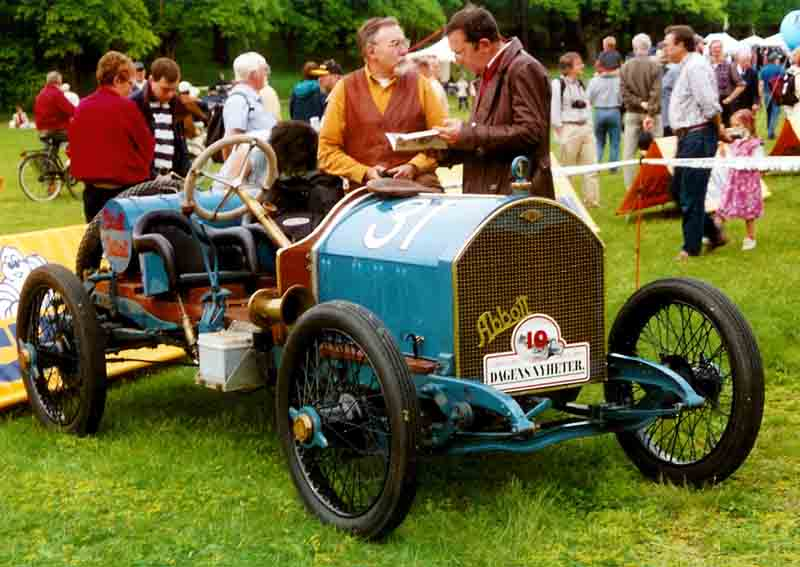
Abbott-Detroit 1911

Abbott byl americký výrobce luxusních automobilů, který byl založen v roce 1909 v Detroitu Mattem Abbottem. Vyráběl silné a krásné automobily s motorem Continental. V roce 1916 automobilka vyráběla 15 - 20 vozů denně, takže se přestěhovala z Detroitu do větších prostor v Clevelandu. To bylo však natolik nákladné, že se z toho firma nevzpamatovala a v dubnu 1918 oznámila bankrot. Nadobro uzavřela svůj závod v roce 1919. Vozidla, která se vyrobila v Detroitu, byla označena Abbott-Detroit, vozidla vyrobená v Clevelandu nesla označení Abbott.